# Le Chauffeur de Mademoiselle
Pour plus de détails, voir Fiche technique et Distribution.
Le Chauffeur de Mademoiselle est un film français réalisé par Henri Chomette, sorti en 1928.

## Fiche technique
- Titre : Le Chauffeur de Mademoiselle
- Réalisation : Henri Chomette, assisté de Jacques Brunius
- Scénario : Henri Chomette
- Photographie : Alphonse Gibory et Henri Gondois
- Société de production : Argus Film
- Pays de production :  France
- Format : Noir et blanc — 35 mm — 1,33:1 — Muet
- Dates de sortie : 
  - France : 16 mars 1928

## Distribution
- Dolly Davis : Dolly
- Jim Gérald : Jim
- Paul Ollivier : le baron Paul
- Alice Tissot : Miss Clarence
- Albert Préjean : Jean
- Maryse Maïa : Marie
- Pâquerette
- Nicolas Redelsperger : John
- Gaston Modot
- André Roanne
- Chouquette